# Bartholomäus Gesius
Bartholomäus Gesius, född 1562 i Müncheberg, död 1613 i Frankfurt (Oder), var en tysk teolog, kompositör och kyrkomusiker.
Gesius verkade 1592-1613 som kantor i Frankfurt an der Oder, och var betydande som kyrkokompositör. I den protestantiska koralens historia framstår Gesius som en av dennas skickligaste harmonisatörer. Gesius skrev även Synopsis musicæ practicæ (1609).
Han finns representerad i Den svenska psalmboken 1986 med två verk till tre psalmer (nr 159, 388 och 389).
Enligt 1921 års koralbok med 1819 års psalmer bearbetade han 1605 Jakob Regnarts profana melodi till en koral för psalmen Gläd dig, du Kristi brud, men denna insats finns inte omnämnd i någon annan psalmbok. Den bearbetade versionen har använts genom åren till åtskilliga psalmer.

## Psalmer
- Gläd dig, du Kristi brud (1695 nr 116, 1819 nr 51, 1986 nr 104) "Melodiens huvudtext" som använts till minst ytterligare sju psalmer Finns på Wikisource.
- Till härlighetens land igen (1986 nr 159) tonsatt 1605 Finns på Wikisource.
- Vår Herres Jesu Kristi död (1986 nr 388) tonsatt 1603 och samma som: 
  - Säll den som håller Jesus kär (1986 nr 389) Finns på Wikisource.